# Grondboog

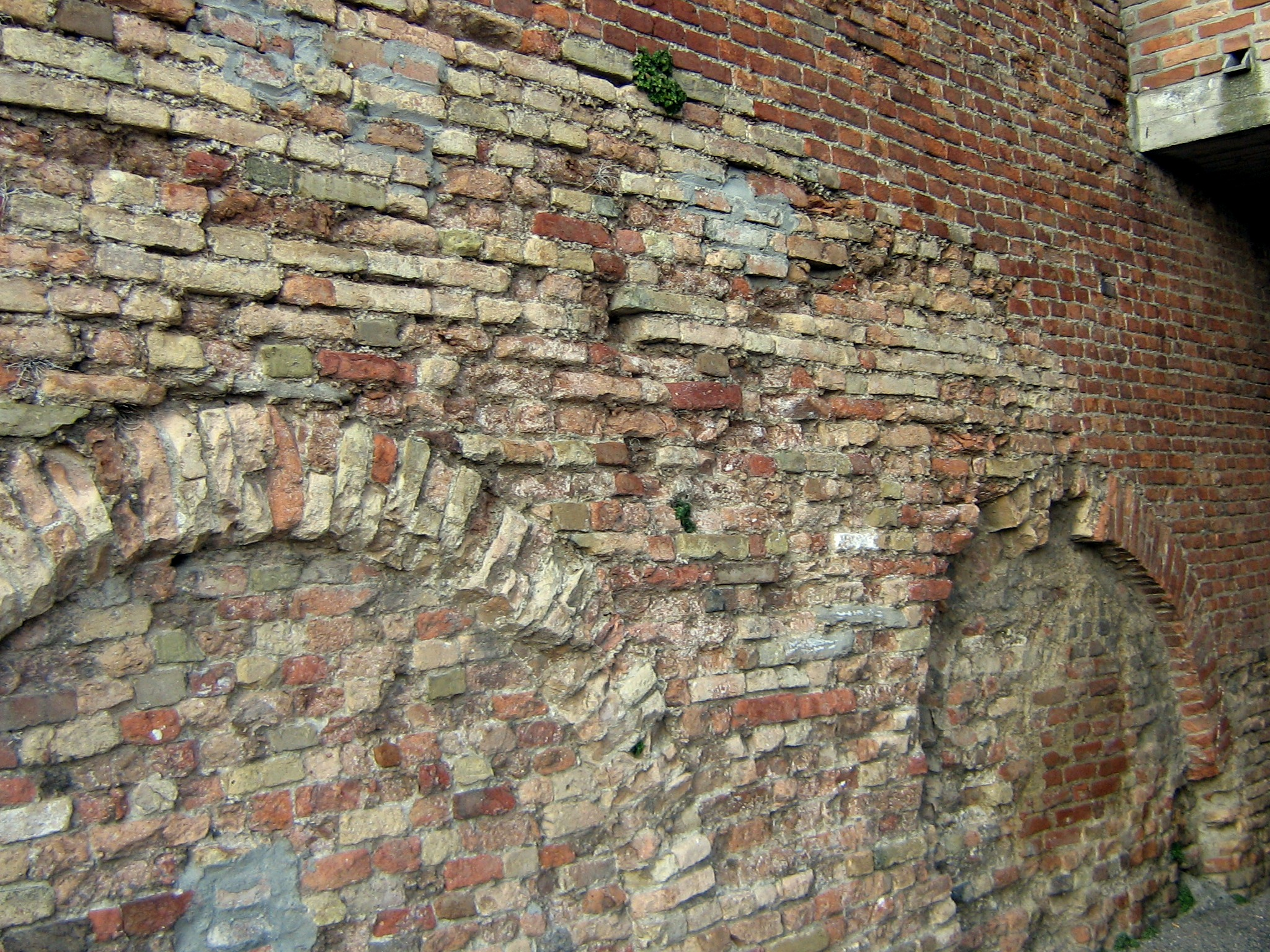
Grondbogen in de kelder van een middeleeuwse kerk

Een grondboog is een boog in een fundering, die geslagen wordt over slechte plaatsen in de ondergrond of over bestaande funderingen die geen functie meer hebben in de nieuw te maken fundering.
De grondboog is gemaakt als onderdeel van de totale fundering van een bouwwerk. Hij bestaat uit een gemetselde muur van baksteen in de vorm van een boog. Deze boog bevat meestal versnijdingen en is gesitueerd onder het maaiveld. De grondboog maakt deel uit van een complete ondergrondse muur die als fundering dienstdoet. 
De grondboog is bij het maken van de gemetselde fundering een methode om dan geconstateerde zwakke plekken in de ondergrond te kunnen opvangen. Hierdoor wordt het gebouw niet belast en voorkomt men inzakrisico of scheuren in de gevel. Om reden van besparing van bakstenen en beperking van de ontgravingswerkzaamheden bij diep aan te leggen funderingen past men het ook wel toe, het wordt dan een spaarboog genoemd. Indien de grond als ondersteuningsconstructie bij het metselen van de boog wordt gebruikt in plaats van een formeel, spreekt men ook wel van een aardboog.
Bij de bouw wordt eerst bekeken door het graven van een geul waar zich onder de grond een draagkrachtige laag bevindt. Indien deze niet voldoende draagkracht bevat kan er gekozen worden voor aanvullende funderingsmaatregelen zoals het slaan van heipalen of het aanbrengen van grondbogen als onderdeel van de fundering.
Grondbogen kunnen soms gevonden worden in oudere huizen in de keldermuur. De muur bevat dan tevens een andere steen waarmee de fundering later is dichtgezet.